# Старавина
Старавина (на македонска литературна норма: Старавина; на гръцки: Σταράβινα или Σταραβίνη) е село в южната част на Северна Македония, община Новаци.

## География
Старавина е разположена в северните склонове на планината Нидже, в областта Мариово.
Селото се дели на три махали: Горна, Долна и Средна.

## История

### Античност и средновековие
На хълм непосредствено западно от Градешница, между селото и Старавина, на 1100 m надморска височина са развалините на крепостта Пеща.

### В Османската империя
| Османски статистики        | Ханета               | Неженени             | Вдовици              | Годишен приход       |
| -------------------------- | -------------------- | -------------------- | -------------------- | -------------------- |
| Дефтер № 4 от 1476/77 г.   | Смятано с Градешница | Смятано с Градешница | Смятано с Градешница | Смятано с Градешница |
| Дефтер № 16 от 1481/82 г.  | 38                   |                      |                      | 1208                 |
| Дефтер № 73 от 1519 г.     | 80                   | 14                   | 5                    | 4156                 |
| Дефтер № 149 от 1528/29 г. | 77                   | 8                    |                      | 6929                 |
| Дефтер № 232 от 1544/45 г. | 63                   | 9                    |                      | 2190                 |

В обобщен списък на джизието на немюсюлманите от селата от вакъфите на починалия султан Сюлейман в казата Пирлепе от 9 ноември 1615 година селото е отбелязано като Истаравина с 52 ханета (домакинства). В списък (иджмал дефтер) на селищата от вакъфа на султан Сюлейман в Морихова от 14 февруари 1628 година в Истаравина са отбелязани 59 ханета.
В селото има няколко църкви. Главната „Успение Богородично“ е изградена в 1860 година. „Свети Николай“ е разположена в най-високата част на селото и не е изписана, третата е „Свети Атанасий“, разположена на Старавинското тумбе и е манастирска църква, изградена също около 1860 година. Църквата-костница „Свети Архангел Михаил“ не е довършена.
В XIX век Старавина е село в Прилепска кааза, Мариховска нахия на Османската империя. В „Етнография на вилаетите Адрианопол, Монастир и Салоника“, издадена в Константинопол в 1878 година и отразяваща статистиката на населението от 1873 година, Старавина (Staravina) е посочено като село с 39 домакинства със 178 жители българи и 3 цигани.
Според статистиката на Васил Кънчов („Македония. Етнография и статистика“) от 1900 година Старавина има 590 жители, от тях 570 българи християни и 20 цигани.
На Етнографската карта на Битолския вилает на Картографския институт в София от 1901 година Старавина е чисто българско село в Прилепската каза на Битолския санджак със 79 къщи.
В началото на XX век християнското население на селото е гъркоманско под върховенството на Цариградската патриаршия. По данни на секретаря на Българската екзархия Димитър Мишев („La Macédoine et sa Population Chrétienne“) в 1905 година в Старавина има 560 българи патриаршисти гъркомани и работи гръцко училище.
Според Георги Трайчев Старавина има 50 къщи с 590 жители българи гъркомани.

### В Сърбия, Югославия и Северна Македония
След Междусъюзническата война в 1913 година селото попада в Сърбия. През Първата световна война в селото е създадено българско военно гробище.
По време на българското управление във Вардарска Македония в годините на Втората световна война, Вангел Чукалев от Битоля е български кмет на Старавина от 27 септември 1941 година до 3 юни 1942 година. След това кметове са Борис Ив. Кьорпанов от Ресен (18 юни 1942 - 25 ноември 1942), Григор п. Георгиев от Острово (25 ноември 1942 - 22 февруари 1943), Кирил П. Кондов от Прилеп (1 април 1943 - 24 април 1943) и Иван Дим. Групчев от Охрид (26 април 1944 - 9 септември 1944).
До 2004 г. Старавина е център на самостоятелна община.
Преброявания в Югославия и Северна Македония
| Националност     | 1948 | 1953 | 1961 | 1971 | 1981 | 1991 | 1994 | 2002 |
| ---------------- | ---- | ---- | ---- | ---- | ---- | ---- | ---- | ---- |
| Общо             | 666  | 741  | 655  | 405  | 217  | 43   | 26   | 23   |
| северномакедонци |      | 718  | 649  | 405  | 214  | 42   | 26   | 22   |
| албанци          |      | 0    | 0    | 0    | 0    | 0    | 0    | 0    |
| турци            |      | 5    | 0    | 0    | 0    | 0    | 0    | 0    |
| роми             |      | 0    | 0    | 0    | 0    | 0    | 0    | 0    |
| власи            |      | 0    | 0    | 0    | 0    | 0    | 0    | 0    |
| сърби            |      | 13   | 5    | 0    | 1    | 1    | 0    | 1    |
| бошняци          |      | 0    | 0    | 0    | 0    | 0    | 0    | 0    |
| други            |      | 5    | 1    | 0    | 2    | 0    | 0    | 0    |

## Личности
Родени в Старавина
- Йоан Дамянов (Йоанис Дамянопулос), агент (първи и трети клас) на гръцката въоръжена пропаганда в Македония[13]
- Петко Петков (1867 – ?), деец на ВМОРО
- Яни Мяковчиев или Петропулос (1881 – 1962) (Γιάννης Μιακόφτσης, Πετρόπουλος), гъркомански андартски деец[14][15]

Починали в Старавина
- Алберт Соломон Илиев, български военен деец, запасен подпоручик, загинал през Първата световна война[16]
- Велислав Николов Панайотов, български военен деец, подпоручик, загинал през Първата световна война[16]
- Минко Иванов Памукчиев, български военен деец, запасен подпоручик, загинал през Първата световна война[17]
- Петко Матеев Момчилов, български военен деец, полковник, загинал през Първата световна война[16]
- Христо Кирков, български военен деец, капитан, загинал през Първата световна война[16]